# Валдевари (Л'Аквила)
Валдевари (итал. Valdevarri) је насеље у Италији у округу Л'Аквила, региону Абруцо.
Према процени из 2011. у насељу је живело 65 становника. Насеље се налази на надморској висини од 998 м.